# Haplomitrium gibbsiae
Haplomitrium gibbsiae là một loài Rêu trong họ Haplomitriaceae. Loài này được (Stephani) R.M. Schust. mô tả khoa học đầu tiên năm 1963.